# 布里藏堡
布里藏堡（法語：Brizambourg，法語發音：[bʁizɑ̃buʁ]）是法国滨海夏朗德省的一个市镇，位于该省东部，属于圣让当热利区。

## 地理
布里藏堡（45°49'20"N, 0°28'50"W）面积21.26 平方千米，位于法国新阿基坦大区滨海夏朗德省，该省份为法国西部滨海省份，北起旺代省，西临大西洋，南至吉倫特省，东南接多爾多涅省，东北接德塞夫勒省接壤，东临夏朗德省。
与布里藏堡接壤的市镇（或旧市镇、城区）包括：贝尔克卢、埃科约、米格龙、圣布里德布瓦、圣塞赛尔、维拉尔莱布瓦。

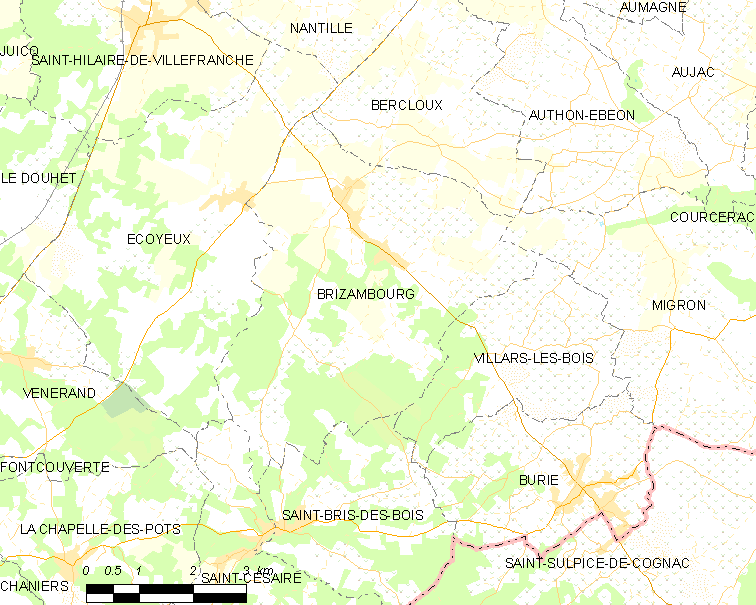
布里藏堡的OSM定位图

布里藏堡的时区为UTC+01:00、UTC+02:00（夏令时）。

## 行政
布里藏堡的邮政编码为17770，INSEE市镇编码为17070。

## 政治
布里藏堡所属的省级选区为沙尼耶县。

## 人口

1962-2008年间布里藏堡人口变化图示

布里藏堡于2022年1月1日时的人口数量为978人。